# Roger Pirotte
Roger Pirotte (* 31. März 1910 in Mariembourg; † unbekannt) war ein belgischer Radrennfahrer.

## Sportliche Laufbahn
Pirotte war im Bahnradsport aktiv. 1936 startete er bei den Olympischen Sommerspielen in Berlin. Im Tandemrennen kam er mit Frans Cools als Partner auf den 5. Platz.
Bei der nationalen Meisterschaft im Sprint der Amateure 1936 wurde er Vizemeister hinter Henri Collard, ebenso bei der Meisterschaft der Unabhängigen 1939.